# 卡爾海因茨·德施納
卡爾海因茨·德施納（德語：Karl Heinrich Leopold Deschner，1924年5月23日—2014年4月8日），是一名德国研究院、人类学家、活动家和作者。他因反对基督教和天主教堂而闻名。他最著名的作品是《基督教犯罪史》。
2014年4月8日，他去世于德国哈斯富尔特，享年89岁。